# 瓊山区
瓊山区（けいざん-く）は中華人民共和国海南省海口市に位置する市轄区。
中華人民共和国の最南端の市轄区であり、かつ中国最南端の国家歴史文化名城でもある。古くから海南島を中華王朝が支配する上での政治の中心が置かれ、明代以降、瓊州府の治所が置かれていた。
瓊山は2002年までは瓊山市という県級市であったが、行政区画の再編により北にある海口市に併合され、その市轄区となった。

## 地理
瓊山は海南島の北部にあり、南渡江の下流の東西両岸にまたがっている。熱帯海洋性気候に属し、夏季は高温多雨で、秋季は熱帯低気圧や台風に頻繁に襲われる。年平均気温は23.8度。1月の平均気温は12.1度で、気温が2.8度まで下がることもある。7月の平均気温は28.3度で、最高気温は38.9に達したこともある。年平均降水量は1,676.4ミリメートル。8月から9月に雨が集中する。

## 行政区画
下部に4街道、7鎮を管轄する
- 街道
  - 国興街道、府城街道、浜江街道、鳳翔街道
- 鎮
  - 竜塘鎮、雲竜鎮、紅旗鎮、三門坡鎮、大坡鎮、甲子鎮、旧州鎮

## 名所
- 瓊台書院
  - 瓊山の府城鎮中山北路にある。明代の学者である丘濬（瓊台先生）を記念している。清朝の康熙44年（1705年）に建てられた。粤劇と瓊劇の伝統演目『捜書院』にも登場する。
- 五公祠
  - 瓊山の国興街道の約66,000平方メートルの敷地に古建築・遺跡・園林等があり、一体となって観光地になっている。海南第一楼（五公祠）、観稼堂、学圃堂、蘇公祠、両伏波祠、洞酌亭、洗心軒、浮栗泉、粟泉亭、瓊園、五公祠陳列館等からなる。

## 交通

### 道路
- 高速道路
  - 海南地区環線高速道路
  - 海口連絡道路
  - 美蘭空港連絡道路
- 国道
  - G223国道